# Bictegravir
Bictegravir  é um fármaco em investigação pertencente a classe dos inibidores de integrase.